# Petros Tsitsipas
Petros Tsitsipas (griechisch Πέτρος Τσιτσιπάς; * 27. Juli 2000 in Athen) ist ein griechischer Tennisspieler.

## Persönliches
Petros ist Teil einer Tennisfamilie. Sein Vater Apostolos ist Tennistrainer, seine Mutter eine ehemalige russische WTA-Spielerin (WTA 194). Er hat zwei Brüder und eine Schwester, die allesamt an der Tennisakademie in Nizza von Patrick Mouratoglou trainieren. Stefanos (* 1998) und Pavlos (* 2006) sind bereits Tennisprofis, Elisavet (* 2008) spielte bislang nur bei den Junioren. Ihr Großvater, Sergei Salnikow, war ein sowjetischer Fußballer.

## Karriere
Petros Tsitsipas trainiert genau wie sein älterer Bruder Stefanos sowie seine zwei jüngeren Geschwister Elisavet und Pavlos in der Akademie von Patrick Mouratoglou in Frankreich.
Neben Turnieren als Junior spielt Tsitsipas seit 2015 auch gelegentlich Profiturniere. Zwar platzierte er sich im Einzel und Doppel jeweils in der Weltrangliste, schaffte aber noch keinen Durchbruch. Als bestes Ergebnis im Doppel konnte er dreimal in ein Future-Finale einziehen, die niedrigsten Turnierkategorie. Im Februar 2019 bekam er mit seinem Bruder Stefanos eine Wildcard für das Doppel-Turnier in Marseille, wo er zu seinem ersten Einsatz auf der ATP Tour kam. Sie verloren ihr Auftaktmatch gegen Sander Arends und Sam Weissborn.
Seit 2017 spielt Tsitsipas zudem für die griechische Davis-Cup-Mannschaft, wo er bislang eine Bilanz von 5:2 hat.

## Erfolge
| Legende (Anzahl der Siege) |
| Grand Slam                 |
| ATP Finals                 |
| ATP Tour Masters 1000      |
| ATP Tour 500               |
| ATP Tour 250 (1)           |
| ATP Challenger Tour (4)    |

| Titel nach Belag |
| Hartplatz (1)    |
| Sand (0)         |
| Rasen (0)        |

### Doppel

#### Turniersiege

##### ATP Tour
| Nr. | Datum            | Turnier   | Belag         | Partner            | Finalgegner               | Ergebnis          |
| --- | ---------------- | --------- | ------------- | ------------------ | ------------------------- | ----------------- |
| 1.  | 22. Oktober 2023 | Antwerpen | Hartplatz (i) | Stefanos Tsitsipas | Ariel Behar Adam Pavlásek | 6:75, 6:4, [10:8] |

##### ATP Challenger Tour
| Nr. | Datum            | Turnier     | Belag     | Partner               | Finalgegner                         | Ergebnis         |
| --- | ---------------- | ----------- | --------- | --------------------- | ----------------------------------- | ---------------- |
| 1.  | 28. August 2021  | Prag        | Sand      | Victor Vlad Cornea    | Martin Krumich Andrew Paulson       | 6:3, 3:6, [10:8] |
| 2.  | 11. März 2023    | Antalya     | Sand      | Filip Bergevi         | Sarp Ağabigün Ergi Kırkın           | 6:2, 6:4         |
| 3.  | 17. Februar 2024 | Manama      | Hartplatz | Sergio Martos Gornés  | Vasil Kirkov Patrik Niklas-Salminen | 3:6, 6:3, [10:8] |
| 4.  | 15. März 2025    | Hersonissos | Hartplatz | Stefanos Sakellaridis | Ilja Simakin Kelsey Stevenson       | 6:2, 6:2         |